# 24 Heures du Mans 1970
Navigation
Édition précédente Édition suivante
Les 24 Heures du Mans 1970 sont la 38e édition de l'épreuve et se déroulent les 13 et 14 juin 1970 sur le circuit de la Sarthe. Cette course est la huitième manche du Championnat du monde des voitures de sport 1970 (WSC - World Sportscar Championship).
Cette édition des 24 Heures a notamment servi de support visuel pour le film Le Mans de 1971.

## Nombre de pilotes qualifiés pour la course
103 pilotes sont présents sur la grille de départ de cette édition 1970.
| 30 Français | 17 Britanniques | 11 Suisses   | 9 Allemands      | 9 Italiens    |
| 8 Belges    | 5 Américains    | 3 Suédois    | 2 Australiens    | 2 Autrichiens |
| 2 Espagnols | 2 Néerlandais   | 1 Finlandais | 1 Luxembourgeois | 1 Mexicain    |

## Déroulement de la course

### Classements intermédiaires
| Pos. | Après la 1re heure | Après la 1re heure                                                                | Après 6 heures | Après 6 heures                                                                    | Après 12 heures | Après 12 heures                                                  | Après 18 heures | Après 18 heures                                                           |
| ---- | ------------------ | --------------------------------------------------------------------------------- | -------------- | --------------------------------------------------------------------------------- | --------------- | ---------------------------------------------------------------- | --------------- | ------------------------------------------------------------------------- |
| Pos. | no                 | Voiture / Pilotes                                                                 | no             | Voiture / Pilotes                                                                 | no              | Voiture / Pilotes                                                | no              | Voiture / Pilotes                                                         |
| 1    | 25                 | Porsche KG Salzburg Porsche 917L (S / 5.0) Elford - Ahrens Jr.                    | 20             | John Wyer Automotive Engineering Porsche 917 K (S / 5.0) Siffert - Redman         | 23              | Porsche KG Salzburg Porsche 917 K (S / 5.0) Herrmann - Attwood   | 23              | Porsche KG Salzburg Porsche 917 K (S / 5.0) Herrmann - Attwood            |
| 2    | 21                 | John Wyer Automotive Engineering Porsche 917 K (S / 5.0) Rodríguez - Kinnunen     | 25             | Porsche KG Salzburg Porsche 917 LH (S / 5.0) Elford - Ahrens Jr.                  | 3               | Martini Racing Team Porsche 917 LH (S / 5.0) Larrousse - Kauhsen | 27              | Martini Racing Team Porsche 908/2L (P / 3.0) Lins - Marko                 |
| 3    | 20                 | John Wyer Automotive Engineering Porsche 917 K (S / 5.0) Siffert - Redman         | 5              | SpA Ferrari SEFAC Ferrari 512 S (S / 5.0) Ickx - Schetty                          | 25              | Porsche KG Salzburg Porsche 917 LH (S / 5.0) Elford - Ahrens Jr. | 3               | Martini Racing Team Porsche 917 LH (S / 5.0) Larrousse - Kauhsen          |
| 4    | 22                 | John Wyer Automotive Engineering Porsche 917 K (S / 5.0) Hobbs - Hailwood         | 3              | Martini Racing Team Porsche 917 LH (S / 5.0) Larrousse - Kauhsen                  | 27              | Martini Racing Team Porsche 908/2L (P / 3.0) Lins - Marko        | 11              | North American Racing Team (NART) Ferrari 512 S (S / 5.0) Bucknum - Posey |
| 5    | 18                 | David Piper Autorace / AAW Racing Team Porsche 917 K (S / 5.0) Piper - van Lennep | 18             | David Piper Autorace / AAW Racing Team Porsche 917 K (S / 5.0) Piper - van Lennep | 35              | Autodelta SpA Alfa Romeo T33/3 (P / 3.0) Galli - Stommelen       | 12              | Écurie Francorchamps Ferrari 512 S (S / 5.0) van Fierlandt - Walker       |

### Classement final de la course

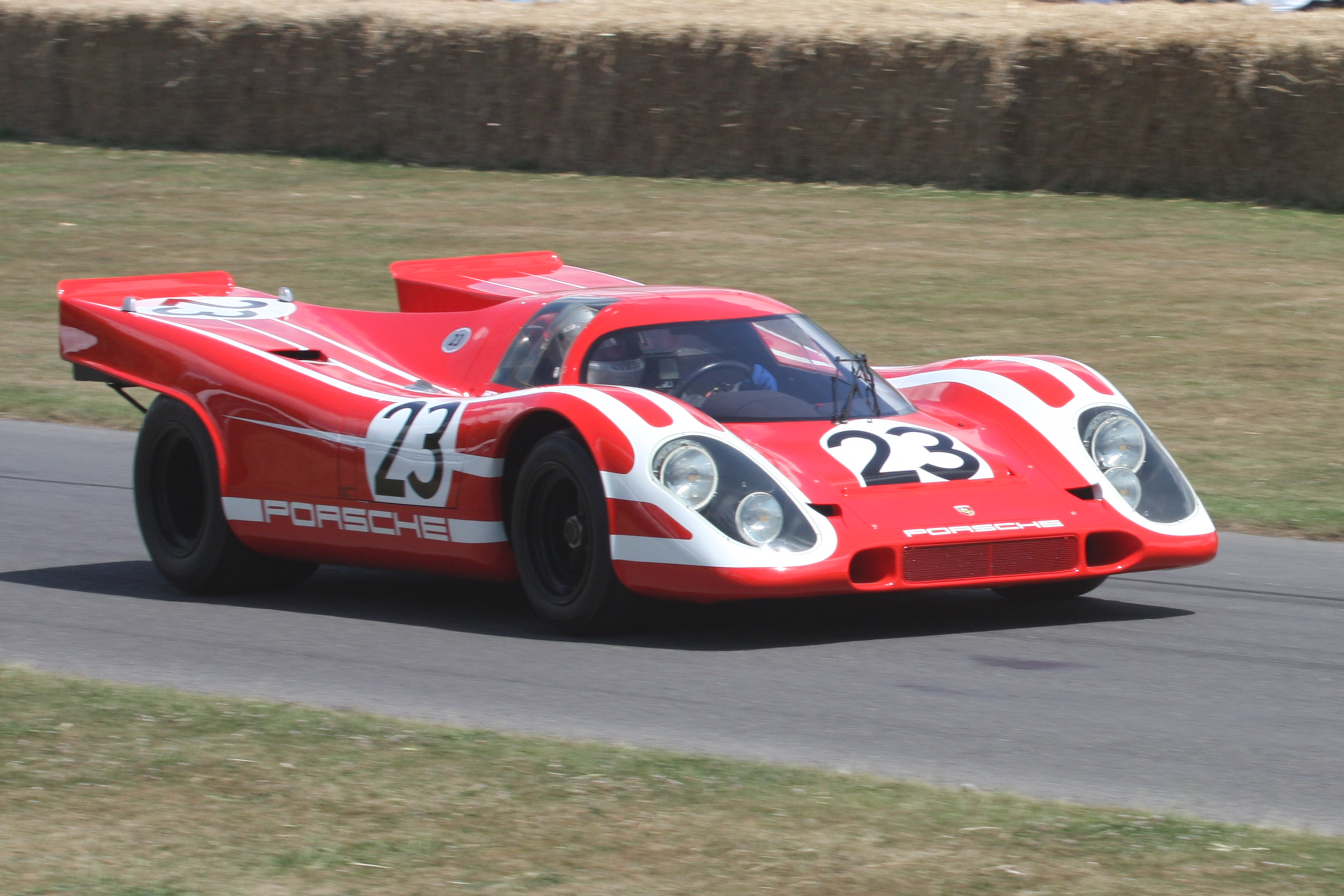
La Porsche 917 K, victorieuse de l'édition 1970 (présentée ici à Goodwood en 2009).

| Pos.  | Catégorie | no | Écurie                                                | Pilotes                                              | Châssis               | Moteur                    | Pneus | Tours |
| ----- | --------- | -- | ----------------------------------------------------- | ---------------------------------------------------- | --------------------- | ------------------------- | ----- | ----- |
| 1     | S 5.0     | 23 | Porsche KG Salzburg                                   | Hans Herrmann Richard Attwood                        | Porsche 917 K         | Porsche 4.5L Flat-12      | G     | 343   |
| 2     | S 5.0     | 3  | Martini Racing Team                                   | Gérard Larrousse Willi Kauhsen                       | Porsche 917 LH        | Porsche 4.5L Flat-12      | G     | 338   |
| 3     | P 3.0     | 27 | Martini Racing Team                                   | Rudi Lins Helmut Marko                               | Porsche 908/2L        | Porsche 3.0L Flat-8       | D     | 335   |
| 4     | S 5.0     | 11 | North American Racing Team                            | Ronnie Bucknum Sam Posey                             | Ferrari 512 S         | Ferrari 5.0L V12          | G     | 313   |
| 5     | S 5.0     | 12 | Écurie Francorchamps                                  | Hugues de Fierlant Alistair Walker                   | Ferrari 512 S         | Ferrari 5.0L V12          | F     | 305   |
| 6     | GT 2.0    | 40 | Établissement Sonauto                                 | Claude Ballot-Léna Guy Chasseuil                     | Porsche 914/6 GT      | Porsche 2.0L Flat-6       | D     | 285   |
| 7     | GT 2.5    | 47 | Écurie Luxembourg                                     | Erwin Kremer (de) Nicolas Koob (de)                  | Porsche 911S          | Porsche 2.3L Flat-6       | D     | 282   |
| N. c. | GT +5.0   | 2  | Greder Racing                                         | Henri Greder Jean-Pierre Rouget                      | Chevrolet Corvette C3 | Chevrolet 7.0L V8         | G     | 286   |
| N. c. | P 3.0     | 29 | Solar Productions                                     | Herbert Linge Jonathan Williams                      | Porsche 908/2         | Porsche 3.0L Flat-8       | G     | 282   |
| N. c. | P 3.0     | 57 | North American Racing Team                            | Tony Adamowicz Chuck Parsons                         | Ferrari 312 P Coupé   | Ferrari 3.0L V12          | G     | 281   |
| N. c. | GT 2.5    | 62 | René Mazzia                                           | René Mazzia Pierre Mauroy                            | Porsche 911S          | Porsche 2.2L Flat-6       | ?     | 275   |
| N. c. | GT 2.0    | 42 | Wicky Racing Team                                     | Sylvain Garant Guy Verrier                           | Porsche 911T          | Porsche 2.0L Flat-6       | ?     | 271   |
| N. c. | GT 2.5    | 67 | Jacques Dechaumel                                     | Jean-Pierre Parot Jacques Dechaumel                  | Porsche 911S          | Porsche 2.2L Flat-6       | ?     | 271   |
| N. c. | GT 2.5    | 45 | Claude Laurent                                        | Claude Laurent Jacques Marché                        | Porsche 911S          | Porsche 2.2L Flat-6       | ?     | 262   |
| N. c. | GT 2.0    | 64 | Claude Haldi / Hart Ski Racing                        | Jean Sage Pierre Greub                               | Porsche 911S          | Porsche 2.0L Flat-6       | D     | 254   |
| N. c. | GT 2.0    | 66 | Raymond Touroul                                       | Jean-Claude Lagniez Claude Swietlik                  | Porsche 911S          | Porsche 2.0L Flat-6       | D     | 231   |
| Abd.  | P 3.0     | 34 | Donald Healey Motor Company                           | Roger Enever Andrew Hedges                           | Healey SR XR37        | Repco 740 3.0L V8         | D     | 264   |
| Abd.  | S 5.0     | 25 | Porsche KG Salzburg                                   | Vic Elford Kurt Ahrens Jr.                           | Porsche 917 LH        | Porsche 4.9L Flat-12      | G     | 225   |
| Abd.  | P 3.0     | 36 | Autodelta SpA                                         | Piers Courage Andrea de Adamich                      | Alfa Romeo T33/3      | Alfa Romeo 3.0L V8        | F     | 222   |
| Abd.  | P 3.0     | 35 | Autodelta SpA                                         | Nanni Galli Rolf Stommelen                           | Alfa Romeo T33/3      | Alfa Romeo 3.0L V8        | F     | 213   |
| Abd.  | P 2.0     | 49 | Paul Watson Racing Organisation / Chevron Racing Team | Ian Skailes John Hine                                | Chevron B16           | Ford Cosworth FVC 1.8L I4 | D     | 213   |
| Abd.  | P 2.0     | 44 | Paul Watson Racing Organisation / Chevron Racing Team | Clive Baker Digby Martland                           | Chevron B16           | BMW 2.0L I4               | D     | 187   |
| Abd.  | P 2.5     | 61 | Wicky Racing Team                                     | André Wicky Jean-Pierre Hanrioud                     | Porsche 907           | Porsche 2.2L Flat-6       | D     | 161   |
| Abd.  | S 5.0     | 20 | John Wyer Automotive Engineering                      | Jo Siffert Brian Redman                              | Porsche 917 K         | Porsche 4.9L Flat-12      | F     | 156   |
| Abd.  | S 5.0     | 5  | SpA Ferrari SEFAC                                     | Jacky Ickx Peter Schetty                             | Ferrari 512 S         | Ferrari 5.0L V12          | F     | 142   |
| Abd.  | GT 2.5    | 63 | Rey Racing                                            | Jacques Rey Bernard Cheneviére                       | Porsche 911S          | Porsche 2.3L Flat-6       | D     | 132   |
| Abd.  | S 5.0     | 9  | Escuderia Montjuich                                   | José Juncadella Juan Fernandez                       | Ferrari 512 S         | Ferrari 5.0L V12          | F     | 130   |
| Abd.  | P 2.0     | 60 | Guy Verrier                                           | Daniel Rouveyran Willi Meier                         | Porsche 910           | Porsche 2.0L Flat-6       | ?     | 128   |
| Abd.  | GT 2.5    | 65 | Claude Haldi / Hart Ski Racing                        | Claude Haldi Artur Blanck                            | Porsche 911S          | Porsche 2.2L Flat-6       | D     | 124   |
| Abd.  | P 2.0     | 46 | Christian Poirot                                      | Christian Poirot (de) Ernst Kraus                    | Porsche 910           | Porsche 2.0L Flat-6       | D     | 120   |
| Abd.  | S 5.0     | 18 | David Piper Autorace AAW Racing Team                  | David Piper Gijs van Lennep                          | Porsche 917 K         | Porsche 4.5L Flat-12      | G     | 112   |
| Abd.  | S 5.0     | 16 | Scuderia Filipinetti Scuderia Picchio Rosso           | Giampiero Moretti Corrado Manfredini                 | Ferrari 512 S         | Ferrari 5.0L V12          | G     | 111   |
| Abd.  | S 5.0     | 4  | Racing Team VDS                                       | Teddy Pilette Gustave Gosselin                       | Lola T70 Mk. IIIB     | Chevrolet 4.9L V8         | F     | 109   |
| Abd.  | GT 2.5    | 43 | Jean-Pierre Gaban                                     | Jean-Pierre Gaban Willy Braillard                    | Porsche 911S          | Porsche 2.2L Flat-6       | D     | 109   |
| Abd.  | P 3.0     | 31 | Equipe Matra Simca                                    | Jean-Pierre Beltoise Henri Pescarolo                 | Matra Simca MS660     | Matra 3.0L V12            | G     | 79    |
| Abd.  | P 3.0     | 32 | Equipe Matra Simca                                    | Jack Brabham François Cevert                         | Matra Simca MS650     | Matra 3.0L V12            | G     | 76    |
| Abd.  | P 3.0     | 30 | Equipe Matra Simca                                    | Patrick Depailler Jean-Pierre Jabouille Tim Schenken | Matra Simca MS650     | Matra 3.0L V12            | G     | 70    |
| Abd.  | GT 2.5    | 59 | Jean Egreteaud                                        | Jean Egreteaud Jean Mésange                          | Porsche 911S          | Porsche 2.2L Flat-6       | D     | 70    |
| Abd.  | P 2.0     | 50 | Écurie Intersports S.A.                               | Guy Ligier Jean-Claude Andruet                       | Ligier JS1            | Ford Cosworth FVC 1.8L I4 | G     | 65    |
| Abd.  | S 5.0     | 10 | Gelo Racing Team North American Racing Team           | Helmut Kelleners Georg Loos                          | Ferrari 512 S         | Ferrari 5.0L V12          | G     | 54    |
| Abd.  | S 2.0     | 22 | John Wyer Automotive Engineering                      | David Hobbs Mike Hailwood                            | Porsche 917 K         | Porsche 4.5L Flat-12      | F     | 49    |
| Abd.  | P 3.0     | 38 | Autodelta SpA                                         | Teodoro Zeccoli Carlo Facetti                        | Alfa Romeo T33/3      | Alfa Romeo 3.0L V8        | F     | 43    |
| Abd.  | S 5.0     | 7  | SpA Ferrari SEFAC                                     | Derek Bell Ronnie Peterson                           | Ferrari 512 S         | Ferrari 5.0L V12          | F     | 39    |
| Abd.  | S 5.0     | 8  | SpA Ferrari SEFAC                                     | Arturo Merzario Clay Regazzoni                       | Ferrari 512 S         | Ferrari 5.0L V12          | F     | 38    |
| Abd.  | GT +5.0   | 1  | Écurie Léopard                                        | Joseph Bourdon Jean-Claude Aubriet                   | Chevrolet Corvette C3 | Chevrolet 7.0L V8         | D     | 37    |
| Abd.  | S 5.0     | 15 | Scuderia Filipinetti                                  | Mike Parkes Herbert Müller                           | Ferrari 512 S         | Ferrari 5.0L V12          | G     | 37    |
| Abd.  | S 5.0     | 14 | Scuderia Filipinetti                                  | Joakim Bonnier Reine Wisell                          | Ferrari 512           | Ferrari 5.0L V12          | G     | 36    |
| Abd.  | S 5.0     | 21 | John Wyer Automotive Engineering                      | Pedro Rodríguez Leo Kinnunen                         | Porsche 917 K         | Porsche 4.9L Flat-12      | F     | 22    |
| Abd.  | P 2.0     | 48 | Levi's International Racing                           | Julien Vernaeve Yves Deprez                          | Chevron B16           | Mazda 10A 1.0L Rotor      | D     | 19    |
| Abd.  | S 5.0     | 6  | SpA Ferrari SEFAC                                     | Nino Vaccarella Ignazio Giunti                       | Ferrari 512 S         | Ferrari 5.0L V8           | F     | 7     |
| Abd.  | P 3.0     | 37 | Autodelta SpA                                         | Toine Hezemans Masten Gregory                        | Alfa Romeo T33/3      | Alfa Romeo 3.0L V8        | F     | 5     |

Détail :
- La no 2 Chevrolet Corvette, la no 29 Porsche 908/02, la no 57 Ferrari 312P, la no 62 Porsche 911S, la no 42 Porsche 911T, la no 67 Porsche 911S, la no 45 Porsche 911S, la no 64 Porsche 911S et la no 66 Porsche 911S n'ont pas été classées pour distance parcourue insuffisante (moins de 70 % de la distance parcourue par le 1er de l'épreuve).

Note :
- Dans la colonne Pneus[1] apparaît l'initiale du fournisseur, il suffit de placer le pointeur au-dessus du modèle pour connaître le manufacturier de pneumatiques.

## Pole position et record du tour
- Pole position :  Vic Elford (no 25, Porsche 917 LH, Porsche Konstruktionen KG Salzburg Ltd) en 3 min 19 s 8 (242,685 km/h)
- Meilleur tour en course :  Vic Elford (no 25, Porsche 917 LH, Porsche Konstruktionen KG Salzburg Ltd) en 3 min 21 s 0 (241,236 km/h) au vingt-quatrième tour

## Prix et trophées
- Victoire au classement à l'indice de rendement énergétique :  Martini International Racing Team (no 3, Porsche 917 LH)
- Victoire au classement à l'indice de performance :  Martini International Racing Team (no 27, Porsche 908)

## Heures en tête
| no | Voiture        | Écurie           | Pilotes                       | Heures      | Total     |
| -- | -------------- | ---------------- | ----------------------------- | ----------- | --------- |
| 25 | Porsche 917 LH | Porsche Salzburg | Vic Elford Kurt Ahrens        | 1re 3e      | 2 heures  |
| 20 | Porsche 917 K  | John Wyer        | Jo Siffert Brian Redman       | 2e 4e à 10e | 8 heures  |
| 23 | Porsche 917 K  | Porsche Salzburg | Hans Herrmann Richard Attwood | 11e à 24e   | 14 heures |

## À noter
- Longueur du circuit : 13,469 km
- Distance parcourue : 4 607,810 km
- Vitesse moyenne : 191,992 km/h
- Écart avec le 2e : 65,860 km
- 300 000 spectateurs

## Particularités

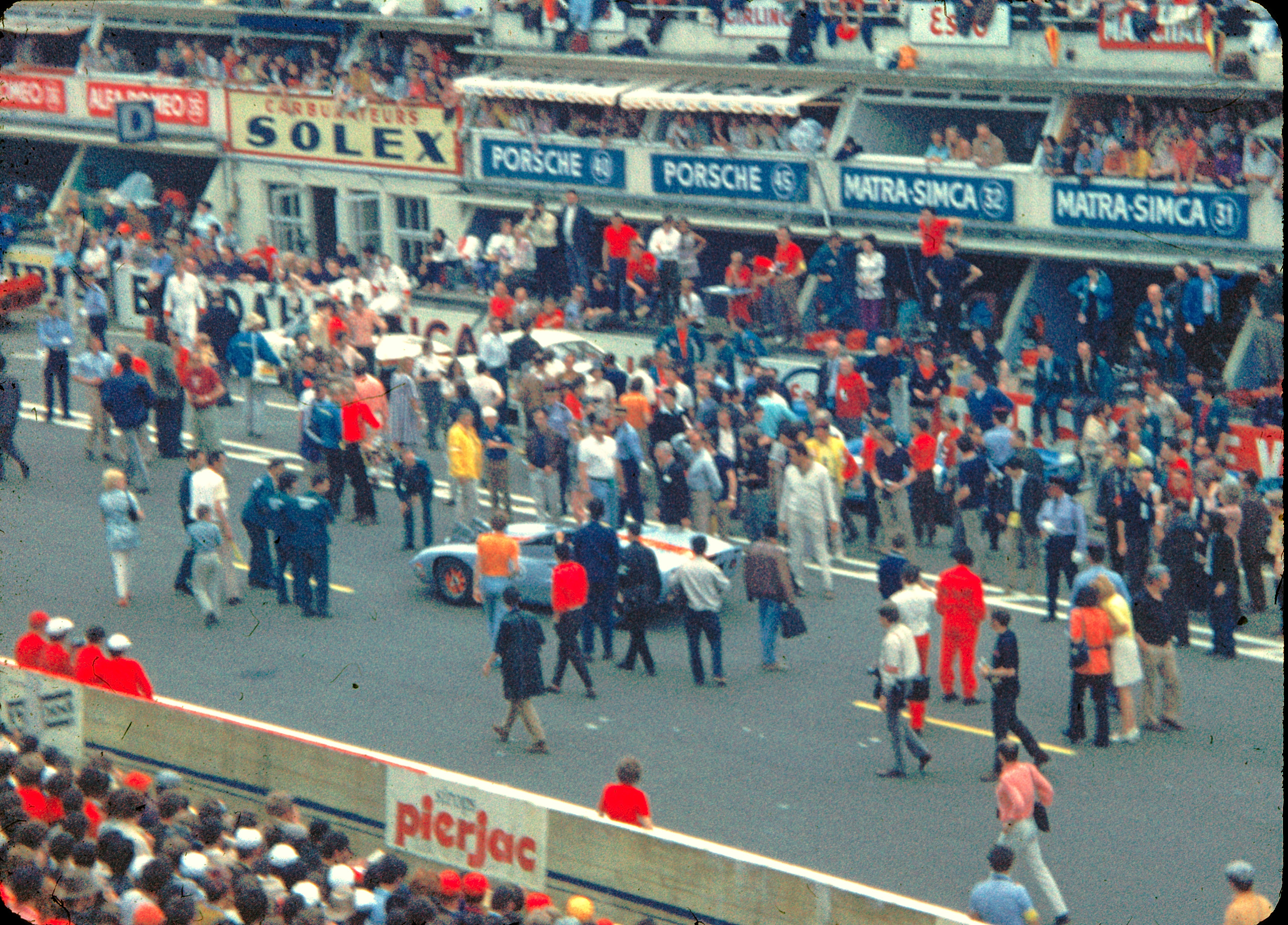
Tournage du film Le Mans.

- Cette édition a servi de support au film Le Mans, en partie tourné pendant cette course. La production louera le circuit pendant tout l'été et les plans avec Steve McQueen au volant seront tournés à ce moment-là pour des raisons d'assurances.
- Première victoire au Mans de la Porsche 917, la merveille de l'écurie Porsche, surnommée « la machine à gagner les courses » ! Ford, ayant fini sa démonstration, n'est pas revenu.
- La sortie de piste de la Ferrari de Jacky Ickx, à 2 h du matin, à la chicane Ford, entraine la mort d'un commissaire venu de Saint-Brieuc, Jacques Argoud[3],[4].